# Echinacea (морські їжаки)
Echinacea — надряд морських їжаків підкласу правильних морських їжаків (Euechinoidea). Від інших морських їжаків відрізняється наявністю зябрів, жорсткого теста з десятьми щічними пластинами навколо рота та твердими шипами.

## Класифікація
- Ряд Arbacioida (Gregory, 1900)
- Ряд Camarodonta (Jackson, 1912)
- Ряд Stomopneustoida (Kroh & Smith, 2010)
- Родина Glyphopneustidae  Smith & Wright, 1993 †